# Mali Crljeni
Mali Crljeni es un pueblo ubicado en la municipalidad de Lazarevac, en el distrito de Belgrado, Serbia.

## Superficie
Posee una superficie de 7,986 kilómetros cuadrados.

## Demografía
Hasta 2011 la población era de 811 habitantes, con una densidad de población de 101,5 habitantes por kilómetro cuadrado.